# Campeonato Mundial de Rugby M19 División A de 1991
El Campeonato Mundial de Rugby M19 de 1991 se disputó en Francia y fue la vigésima tercera edición del torneo en categoría M19.

## Posiciones

### Cuartos de final
- Los perdedores avanzan a la semifinal del 5° al 8° puesto

| 28 de marzo | Francia | 75 - 6 | Portugal |  |  |

| 28 de marzo | Italia | 34 - 4 | Polonia |  |  |

| 28 de marzo | Argentina | 74 - 0 | Taiwán |  |  |

| 28 de marzo | Unión Soviética | 9 - 6 | Rumania |  |  |

### Semifinal 5° al 8° puesto
| 29 de marzo | Rumania | 32 - 4 | Taiwán |  |  |

| 29 de marzo | Polonia | 19 - 17 | Portugal |  |  |

### Semifinales Campeonato
| 29 de marzo | Francia | 38 - 3 | Italia |  |  |

| 29 de marzo | Argentina | 24 - 9 | Unión Soviética |  |  |

### Séptimo puesto
| 31 de marzo | Portugal | 18 - 9 | Taiwán |  |  |

### Quinto puesto
| 31 de marzo | Rumania | 44 - 3 | Polonia |  |  |

### Tercer puesto
| 31 de marzo | Italia | 25 - 10 | Unión Soviética |  |  |

### Final
| 31 de marzo | Francia | 7 - 10 | Argentina |  |  |

| Bandera de Argentina |
| Campeón Argentina    |
| Cuarto título        |